# Sågtjärnen (Alanäs socken, Jämtland)
Sågtjärnen är en sjö i Strömsunds kommun i Jämtland och ingår i Ångermanälvens huvudavrinningsområde.